# Adlertag
Adlertag ("Dia da Águia") foi o primeiro dia da Unternehmen Adlerangriff ("Operação Ataque da Águia"), o nome de código da operação militar da Força Aérea da Alemanha Nazi, a Luftwaffe, para subjugar e destruir a Real Força Aérea (RAF). Em Junho de 1940 os aliados haviam sido derrotados na Europa Ocidental e na Escandinávia; em vez de entrar em termos com a Alemanha, o Reino Unido rejeitou todas as propostas de paz e permaneceu em guerra.
Durante a Batalha da Grã-Bretanha, Hitler instruiu à Wehrmacht uma directiva (Directiva N.º 16) na qual ordenava a imediata preparação para uma invasão à Grã-Bretanha. Esta operação recebeu o nome Leão Marinho (Unternehmen Seelöwe). Antes de se poder realizar esta operação, superioridade e supremacia aérea eram requisitos obrigatórios. A Luftwaffe foi então instruída a dominar e, consequentemente, destruir a RAF, criando condições para uma invasão através do Canal da Mancha. No dia 1 de Agosto Hitler deu a Hermann Göring e ao Oberkommando der Luftwaffe a Directiva N.º 17, para que se preparasse o assalto aéreo.[carece de fontes?]
O alvo principal era o Comando de Caças da RAF. A destruição deste comando negaria aos britânicos montar uma estratégia aérea. Ao longo do mês de Julho e inícios de Agosto, os alemães fizeram as preparação para o Adlertag. A data do assalto foi adiada várias vezes devido às más condições atmosféricas. Eventualmente, foi realizada no dia 13 de Agosto de 1940. Os ataques alemães neste dia infligiram danos significativos e várias baixas em terra, contudo, devido à escassez de informação por parte dos serviços de inteligência, provocaram poucos danos na capacidade do Comando de Caças de montar uma estratégia defensiva do espaço aéreo britânico.
Göring havia prometido que a Adlertag alcançaria os resultados necessários numa questão de dias, ou no máximo dos máximos semanas. Este ataque estava destinado a ser o princípio do fim para o Comando de Caças da RAF, porém a Adlertag e as operações que se seguiram não alcançaram o objectivo de superioridade aérea ou de destruição da RAF. Devido a isto, a Operação Leão Marinha teve que ser adiada por tempo indefinido.[carece de fontes?]